# Jelle Noorman
Jelle Noorman (1964) is een Nederlands literair vertaler en schrijver.

## Leven en werk
Noorman studeerde Franse taal- en letterkunde aan de Universiteit van Amsterdam, met als bijvakken Spaans en Portugees. Vanaf 1987 werkt hij als vertaler. Hij vertaalt zowel literaire werken alsook (cultuur)historische, filosofische en essayistische werken uit het Engels, Frans, Spaans en Portugees. Schrijvers van wie hij werk vertaalde zijn onder andere Richard Powers, Nana Kwame Adjei-Brenyah, Julian Barnes, Émile Zola, Mohamed Mbougar Sarr, Jaime Bayly, Alain de Botton, Saul Bellow en Roman Krznaric. 
Naast zijn vertaalwerk schreef Noorman een aantal essayistische werken over Frankrijk, zoals De haan op de mesthoop: een culturele geschiedenis van Frankrijk (2001) en Mijn Frankrijk (2004). In 2014 debuteerde hij als romanschrijver met Geen tijd voor Proust.